# Krepidoma
Krepidoma eller krēpis (gr., κρηπίς) betegner fundamentet i et klassisk græsk eller romersk tempel. Det har normalt tre trin, hvis højde bestemmes i forhold til søjlerne. Søjlerne står på krepidoma, enten direkte eller på baser. 
| Arkitektur | Spire Denne arkitekturartikel er en spire som bør udbygges. Du er velkommen til at hjælpe Wikipedia ved at udvide den. |